# Orczy család

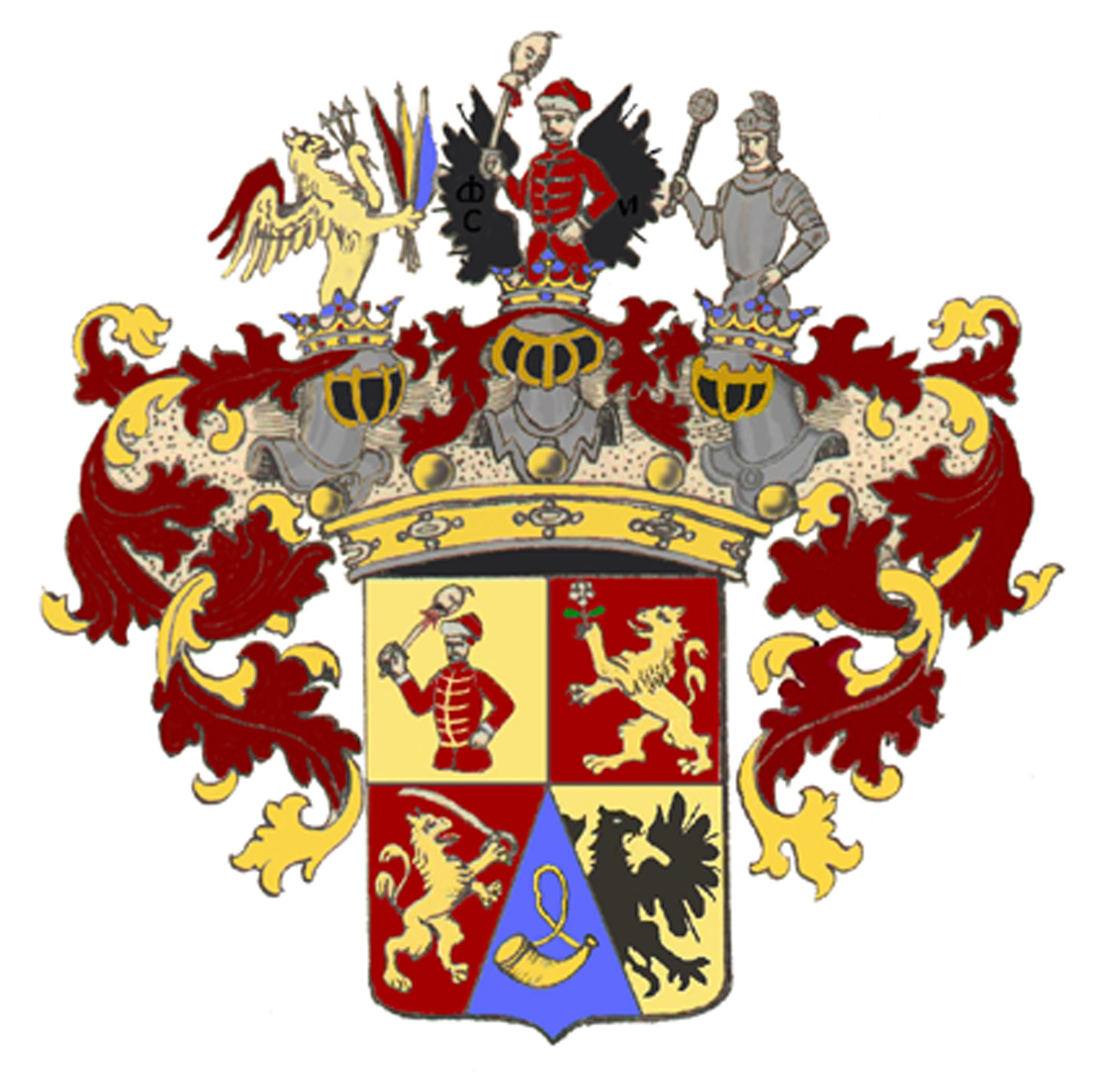
A báró Orczy család címere

A nemes és báró orci Orczy család Somogy vármegye egyik legrégibb magyar nemesi családja. Az első Magyarországon élt Orczy államalapító királyunk feleségének, a bajor Gizella magyar királynénak kíséretével jött Magyarországra.[forrás?]

## Története
Első birtokaik Orciban voltak. A falu neve ófelnémet személynévből ered, az Orczy család pedig innen vette nevét (Orci) és előnevét (orci).
István mint fiatal nagyfejedelem, nagykorú, megbízható vérrokonok hiányában a trónörököst, illetve az idősebb Árpád-házi hercegeket megillető ducatus-területeket a Koppány vezér ellen bevált három német hívére, mai magyar nevükön Hontra, Pázmányra és Orcira bízta. A királyi hatalmi szervezet képviselőiként szerepelnek a pannonhalmi alapítólevélben. A császári kancellária egykori írnoka a fontos jogi aktusnál jelenlévő tanúk közt a német lovagokat, Poznanust, Cuntiust és Orziust hercegeknek (duces) nevezte, minden valószínűség szerint azért, mert átmenetileg ők igazgatták az Árpád-házi hercegeket megillető „ducatusokat”.
Miután I. István magyar király Veszprém mellett Hont, Pázmány, Vencellin és Orci sváb páncélos lovagok segítségével legyőzte az ellene lázadó somogyi uraságot Koppányt, az általa birtokolt földeket az Istvánhoz hű „új arisztokrácia” kapta meg adományként. Koppány szállásterülete Somogy és Tolna megye területére esett, ezért itt kapott birtokokat Orci is. Téli szállása Orci falu (Kaposvár mellett), nyári szállása pedig Harc falu (Szekszárd mellett) volt.
A családnév a 16. és 17. században is sokféle módon előfordult: Arczy, Arczill és Orczill. Az Orczyak már 15. századi iratokon is szerepeltek, de oklevelekkel csak 1591-ig vezethető vissza a leszármazás Orczy Gergelytől. A család gazdagságának megalapozója Orczy István (1669–1749) volt, aki nagy kiterjedésű birtokokra tett szert. Ugyanő 1731-ben római szent birodalmi bárói rangot kapott, majd ezt a címet 1736-ban Magyarországra is kiterjesztették.

## Nevezetesebb családtagok
- Orczy István (1669-1749) Heves és Külső-Szolnok vármegye első alispánja, a Német Lovagrend főkapitánya, Savoyai Jenő utánpótlás-parancsnoka, a királyi tábla bírája, majd alországbíró, a család bárói címének megszerzője[2]
- Orczy Lőrinc (1718–1789) költő, lovassági tábornok, egészségügyi kormánybiztos, folyamszabályozási királyi biztos, Abaúj vármegye főispánja
- Orczy József (1746–1804) az Orczy-kert (egyik) alapítója, császári és királyi kamarás, Békés vármegye adminisztrátora, Zemplén vármegye főispánja
- Orczy László (1750–1807) az Orczy-kert (másik) alapítója, Abaúj vármegye főispánja, Orczyfalva telepíttetője, belső titkos tanácsos, alkincstárnok majd aranykulcsos kamarás
- Orczy II. József (1779–1811) császári és királyi kamarás
- Orczy II. Lőrinc (1784–1847) alezredes, Heves vármegye országgyűlési követe, Csongrád vármegye főispáni helytartója, Arad vármegyei főispán
- Orczy György (1788–1871) császári és királyi kamarás, a magyar Főrendiház örökös tagja, az Országos Magyar Gazdasági Egyesület egyik létrehozója és első alelnöke
- Orczy II. László (1787–1880) nemesi felkelő kapitány, császári és királyi kamarás, a Pápai Krisztus Rend vitéze, a Konstantini Szent György Rend tagja, az orosz Szent Vlagyimir-rend lovagja
- Orczy Béla (1823–1917) politikus, király személye körüli, majd honvédelmi miniszter, közmunka- és közlekedésügyi miniszter, belügyminiszter, főkamarásmester, Magyarország utolsó előtti országbírója
- Orczy Bódog (1835–1892) a Magyar Nemzeti Színház intendánsa
- Orczy Emma (1865–1947) angol regény- és színműírónő
- Orczy Emil (1836–1904) Jász-Kun önkéntes huszárregiment lovaskapitánya, cs. és kir. őrnagy és I. Ferenc József császár és király főistállómestere
- Orczy János (1859–1930) k. u. k. dragonyos főhadnagy
- Orczy Elemér (1888–1951) Albrecht főherceg parancsőrtisztje, huszárszázados majd alezredes

## Kastélyaik
- Mátra Múzeum, Gyöngyös